# ソロモン方程式
核磁気共鳴分光法にけるソロモン方程式（ソロモンほうていしき、英: Solomon equations）は、2つのスピンからなる系の双極子緩和過程を記述する。これは以下の微分方程式の形式を取る。
{\displaystyle {d{I_{1z}} \over dt}=-R_{z}^{1}(I_{1z}-I_{1z}^{0})-\sigma _{12}(I_{2z}-I_{2z}^{0})}
{\displaystyle {d{I_{2z}} \over dt}=-R_{z}^{2}(I_{2z}-I_{2z}^{0})-\sigma _{12}(I_{1z}-I_{1z}^{0})}
{\displaystyle {d{I_{1z}I_{2z}} \over dt}=-R_{z}^{12}2I_{1z}I_{2z}}
これらは異なるスピン状態の占有率が自己緩和速度定数Rおよび{\displaystyle \sigma _{12}}（交差緩和の場合）の強度に関してどのように変化するかを記述する。後者は重要な項であり、あるスピンから他のスピンへの磁化の移動の原因であり、核オーバーハウザー効果 (nOe) を生じる。
nOe実験では、スピンの一つの磁化（スピン2）が選択的パルス系列を印加することで反転される。その短時間後におけるスピン1で得られる磁化は、エネルギーレベルの占有率に有意な変化が起きる時間がないため、
{\displaystyle {d{I_{1z}} \over dt}=-R_{z}^{1}(I_{1z}^{0}-I_{1z}^{0})-\sigma _{12}(-I_{2z}^{0}-I_{2z}^{0})=2\sigma _{12}I_{2z}^{0}}
となる。時間に関して積分すると以下の式が得られる。
{\displaystyle I_{1z}(t)=2\sigma _{12}tI_{2z}^{0}+I_{1z}^{0}}
この結果、スペクトル上のスピン1のシグナルの増大が起きる。通常、スピン2の磁化の反転を行わないスペクトルを記録し、2つの実験のシグナルを差し引く。最終的に得られた差スペクトルではnOe増大のあるピークのみが見られ、どのスピンが分子中で空間的に近接しているか（顕著な{\displaystyle \sigma _{12}}交差緩和因子を持つもの）を知ることができる。